# 若杉山辰砂採掘遺跡
若杉山辰砂採掘遺跡（わかすぎやましんしゃさいくついせき）、または若杉山遺跡（わかすぎやまいせき）は、徳島県阿南市水井町にある弥生時代後期～古墳時代前期にかけての辰砂採掘跡の遺跡である。2019年（令和元年）10月16日に国の史跡に指定され、出土品は2022年（令和4年）に国の重要文化財に指定されている。

## 概要
徳島県南部を東流する那賀川の支流である若杉谷川の西側に広がる山腹斜面に形成された、弥生時代後期から古墳時代前期にかけて、朱の原料である辰砂の採掘を行った遺跡。
地表面には石灰岩やチャートの岩盤が多く露頭しており、岩盤中には部分的に辰砂結晶を含む石英脈がみられる。辰砂の採掘はこうした石英脈を狙って岩盤そのものを打ち割ることで行われており、採掘場所として石灰岩を割り取る露天掘りによるものと、チャート岩盤を横穴状に掘り進めるものの2か所が確認されている。採掘場所を中心とする広範囲において辰砂の採掘に伴い打ち割られ廃棄されたとみられるズリ場が広がっている。
岩盤の打ち割りだけでなく、石杵・石臼を用いた荒割りや潰しといった加工が一部行われている。石杵には香川県東部で産出する火成岩であるヒン岩製のものがあり，採掘道具として持ち込まれたものとみられる。出土土器には在地産の他に、鮎喰川下流域産や香東川下流域産のものがあり、それら地域の集団も辰砂の採掘に関わっていたとみられる。
2024年の調査で弥生時代後期に火を利用して採掘したとみられる国内最古の痕跡が見つかり、翌年1月19日に発表された。チャートの岩盤から幅約40センチ、深さ約50センチのくぼみが見つかり、鉱脈に沿って人為的に掘られ、壁面に黒いすすが残ることから、火入れ法による採掘の跡の可能性が高いと判断された。これまで国内での火入れ法の利用は江戸時代初期の山形県の延沢銀山遺跡が最古とされていきたが、若杉山辰砂採掘遺跡で使われたとすれば1400年以上早く利用されていたことになる。火入れ法は古代ローマや漢代の中国などにあった技術で、当時の世界基準の採掘技術が導入されていた可能性がある。徳島文理大学の大久保徹也教授によると「弥生時代の日本に世界基準の採掘技術が持ち込まれたことは重要だ。中国から最新技術が九州や瀬戸内海を経て、四国にまで導入されていた可能性がある」と考えられる。。
弥生時代から古墳時代にかけて朱は銅鐸や土器、埋葬施設に塗布され、葬送儀礼で用いられる等重用されており、その原料である辰砂採掘の在り方を示す遺跡として重要である。